# علم ولاية ويسكونسن

علم ولاية ويسكونسن

اعتمد هذا العلم علما رسميا لولاية ويسكونسن الأمريكية سنة 1913 ويظهر في وسط العلم شعار الولاية.